# Neoserica kochi
Neoserica kochi är en skalbaggsart som beskrevs av Frey 1968. Neoserica kochi ingår i släktet Neoserica och familjen Melolonthidae. Inga underarter finns listade i Catalogue of Life.